# 加里加斯
加里加斯（西班牙語：Garrigás），是西班牙加泰罗尼亚赫罗纳省的一个市镇。总面积20平方公里，总人口310人（2001年），人口密度16人/平方公里。